# Ciroza jetre
Ciroza jetre je kronična bolest jetre tijekom koje se jetreno tkivo zamjenjuje vezivnim, što za krajnju posljedicu ima prestanak funkcija jetre.
Ciroza jetre može imati cijeli niz uzroka od kojih su najčešći alkoholizam i hepatitis C.
S obzirom na to da se oštećeno jetreno tkivo ne može zamijeniti, terapija ciroze jetre je palijativne prirode, iako se u ekstremnim situacijama može provesti transplantacija jetre - složeni i relativno rizični postupak tijekom koje stopa preživljavanja iznosi 90%.

## Vanjske poveznice
- PLIVAzdravlje - Ciroza jetre

|  | Molimo pročitajte upozorenje o korištenju medicinskih informacija. Ne provodite liječenje bez savjetovanja s liječnikom! |